# Algicultura

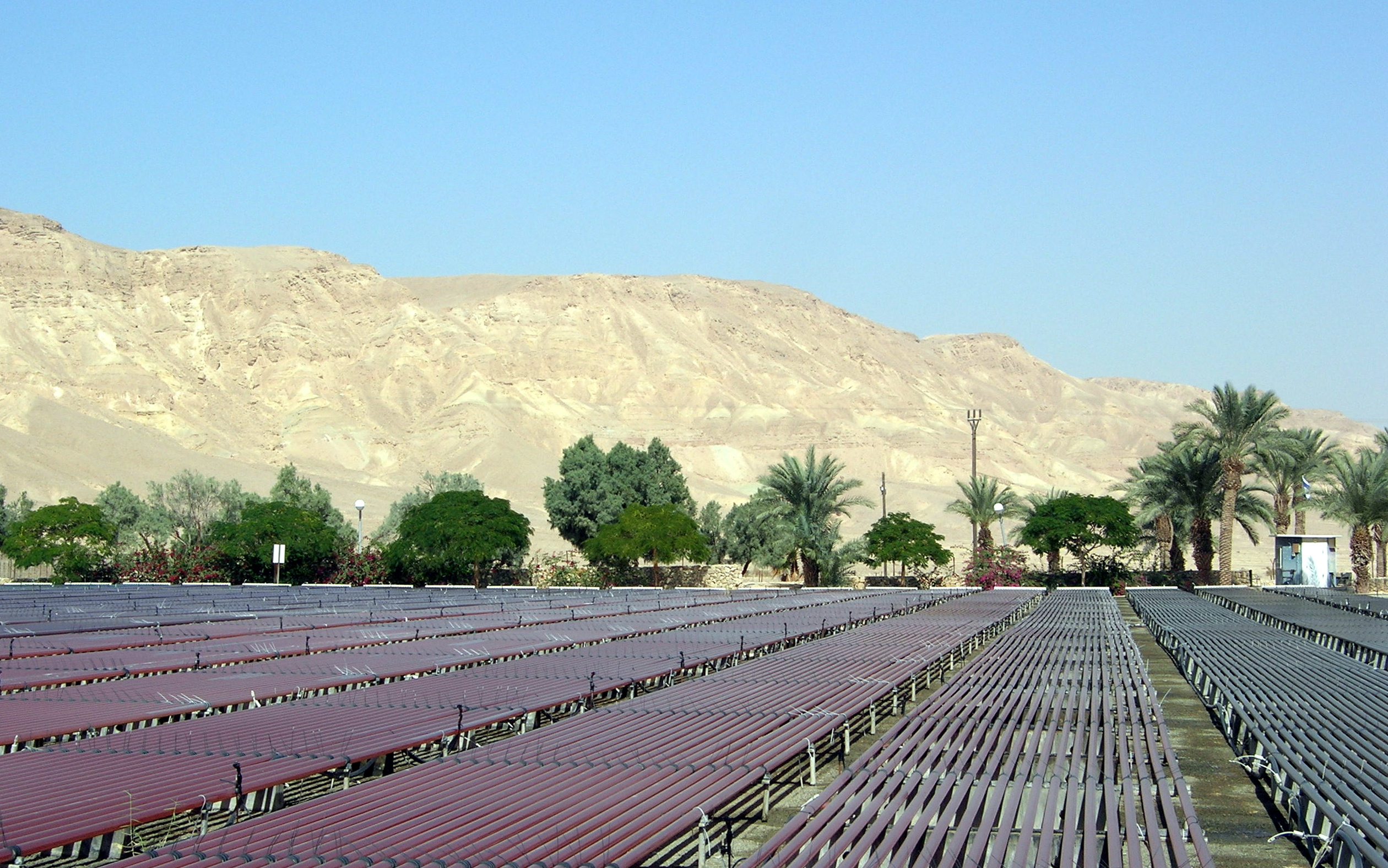
Algicultura a un Kibbutz d'Israel

 L'algicultura és un tipus d'aqüicultura que correspon al conreu sota condicions controlades d'algues.
La majoria de les algues que es cultiven entren dins la categoria de microalgues (també anomenades fitoplàncton micròfits o algues planctòniques). Les macroalgues anomenades vulgarment algues també tenen usos comercials i industrials però per la seva mida gran i els seus requeriments mediambientals específics que necessiten per a créixer no estan encara cultivades extensivament.
Les algues produeixen additius per l'alimentació, fertilitzants, bioplàstics, tints, colorants, productes farmacèutics, control de la contaminació, biocombustible i altres.